# Tibouren
Tibouren ist eine Rotweinsorte, die überwiegend im Département Var in der Provence angebaut wird. Im Westen Liguriens befindet sich ein weiteres Anbaugebiet für den italienischen DOC-Wein Rossese di Dolceacqua, der ebenfalls aus der Rebsorte gekeltert wird. Sie wird meist zu Roséwein (teilweise auch sortenrein) ausgebaut, die einen leichten Kräuterduft verströmen und jung getrunken werden sollten. Sie wird auch als Tafeltraube verwendet. Tibouren ist Teil der Appellation d’Origine Contrôlée (kurz AOC) Weine Côtes de Provence, Palette und Coteaux Varois en Provence.
Nach dem französischen Ampelographen Pierre Galet stammt Tibouren möglicherweise aus dem Nahen Osten und wurde schon in der Antike durch die Griechen eingeführt. Den lokalen Erzählungen nach wurde sie von einem Marine-Kapitän Namens Antiboul gegen Ende des 17. Jahrhunderts in den Bereich um Saint-Tropez gebracht.  Deshalb trage die Sorte auch den Namen Antiboulen. Antiboul ist jedoch auch der mittelalterliche Name der Stadt Antibes. Eine Verwandtschaft mit der Rebsorte Rossese wird nicht ausgeschlossen.
Die ertragsstarke Tibouren ist ziemlich launisch in ihren Erträgen, da sie sehr krankheitsanfällig ist. Sie wird daher nur eingeschränkt eingesetzt. Aktuell (Stand 2007) sind ca. 445 Hektar Rebfläche mit dieser Sorte bestockt (Quelle ONIVINS,). Zum Weinbau anerkannt ist einzig und alleine der Klon Nummer 1063.
In Armenien gibt es auch eine graubeerige Sorte namens Tibouren Gris und eine Sorte mit weißen Beeren namens Tibouren Blanc. Eine Verwandtschaft konnte noch nicht nachgewiesen werden.

## Ampelographische Sortenmerkmale
In der Ampelographie wird der Habitus folgendermaßen beschrieben:
- Die Triebspitze ist offen. Sie ist stark weißlich behaart mit leicht rötlichem Anflug. Die gelblichen, leicht bronzefarbenen (Anthocyan) Jungblätter sind leicht wollig behaart.
- Die großen Blätter (siehe auch den Artikel Blattform) sind fünflappig (manchmal sogar sieben- bis neunlappig) und stark gebuchtet. Die Stielbucht lyren-förmig geschlossen. Der Blattrand ist fein gesägt. Die Zähne sind im Vergleich der Rebsorten klein. Die Blattoberfläche (auch Spreite genannt) ist blasig derb.
- Die walzen- bis konusförmige Traube ist mittelgroß bis groß und geschultert. Die leicht ovalen Beeren sind mittelgroß und von roter bis blauschwarzer Farbe.

Die Rebsorte treibt relativ früh aus und macht sie empfindlich gegen späte Frühjahrsfröste. Tibouren ist empfindlich gegen den Falschen Mehltau, die Anthraknose. Sie neigt zudem zu Verrieselung.
Tibouren reift ca. 12–15 Tage nach dem Gutedel und zählt damit zu den frühreifenden roten Rebsorten.

## Synonyme
Tibouren ist auch unter den Synonymen Antibois, Antiboulen, Antiboulene, Antibouren, Antibourin, Bianco di Nizza, Gaysserin, Geysserin, Gueiperim Noir, Guesserin, Rosese Nero, Rosseis, Rossese, Rossese di Dolceacqua, Rossese di Ventimiglia, Rossese Nericcio, Rossese Nero, Rossese Rossa, Tiboulen, Tiboulin, Tibourin und Tibourin Noir bekannt.